# あすか (人工衛星)
あすか（第15号科学衛星ASTRO-D、別名：ASCA / Advanced Satellite for Cosmology and Astrophysics）は、日本の宇宙科学研究所が打ち上げた4番目の宇宙X線観測衛星である。開発・製造は日本電気が担当した。
1993年2月20日に鹿児島宇宙空間観測所からM-3SIIロケットによって打ち上げられた。
2000年7月14日、巨大太陽フレアによって地球の大気が膨張した影響であすかの姿勢が崩れ、観測不可能に陥った。その後も最低限の機能による運用を続けたものの、翌2001年3月2日に大気圏に突入し、消滅した。

## 特徴
あすかには以下の観測装置が搭載されていた。
- X線望遠鏡 (XRT)
- 撮像型蛍光比例計数管(Gas Imaging Spectrometer, GIS)
- X線CCDカメラ(Solid-State Imaging Spectrometer, SIS)

XRT は金を蒸着したアルミニウムの放物面薄板を同心円状に並べた、アルミニウム-金多重薄板式の反射望遠鏡であり、直径は1.2m。あすかの打上げ当時に稼動していた ESA のX線衛星 ROSAT が2.4keV以下の軟X線で観測を行っていたのに対して、あすかの XRT が観測可能なエネルギー領域は 0.4-12keV と格段に広いものだった。XRT の開発は宇宙研および名古屋大学とNASAのゴダード宇宙飛行センターの共同で行なわれた。受光面積は1keVのとき1300cm2、7keVのとき600cm2で、有効焦点距離は3.5m。
GIS はX線での撮像を行なう装置で、銀河団などの視直径の大きな天体にも対応できる広い受光面積を持つ。
SIS はX線のスペクトル観測（分光）を行なう装置である。受光素子としてX線CCDを世界に先駆けて採用し、エネルギー分解能の高いスペクトル観測を可能にした。
あすかには4台の XRT が搭載され、2台に GIS、2台に SIS を取り付けられていた。これによって同一天体の撮像とスペクトル解析を同時に行なうことができた。

## 成果
あすかは打ち上げから2001年の大気圏突入までの8年間にのべ2,000個以上の天体を観測し、膨大な成果を挙げた。主なものは以下の通りである。

### 降着円盤
あすかは大質量ブラックホールが存在すると考えられるケンタウルス座の活動銀河中心核MCG6-30-5の高分解能スペクトル観測を行い、ブラックホールを取り巻く降着円盤から放射されていると考えられる鉄の特性X線を観測した。回転する降着円盤から放出される輝線は、視線に沿って遠ざかる物質と近づく物質からの光がそれぞれドップラー効果を受けるために2本のピークを持ったスペクトルとして観測されるが、回転速度が非常に大きい場合には相対論的効果で2本のピークの高さが非対称になることが予測されている。あすかはこの活動銀河核のスペクトルが理論とよく一致する非対称なスペクトルであることを明らかにした。このことは、降着円盤の内側のブラックホールに非常に近い部分を初めてX線で観測できたことを示唆している。

### 宇宙X線背景放射
宇宙には全天にわたってX線の背景放射(CXB) が存在し、長い間その起源が謎となっている。CXB のスペクトルはエネルギーの高い硬X線を多く含むため、従来知られていたX線天体から放射される比較的低エネルギーのX線の重ね合わせでは説明のできないものであった。あすかは2-10keVの硬X線領域で従来の衛星の102倍という高い感度のサーベイ観測を行い、CXB の全強度のうち約30%の正体をX線源からの放射の重ね合わせとして初めて特定した。

### 中質量ブラックホール
1996年、あすかによっておおぐま座のスターバースト銀河M82の観測が行われ、M82の中心から離れた位置に太陽の数百倍から1000倍という中間的な質量を持つブラックホールが複数存在する証拠を発見した。ブラックホールの質量についてはこれまで、通常の恒星進化によって作られる恒星質量スケールのブラックホールと、銀河中心に存在する106-8太陽質量という大質量ブラックホールの間をつなぐ中間的な質量のブラックホール（中間質量ブラックホール）の存在が知られておらず、大質量ブラックホールの起源をめぐって大きな謎となっていた。この発見は、大質量ブラックホールがより小さなブラックホールの合体によって形成されるという自然なシナリオを支持する証拠と考えられている。